# Прогрес МС-13
Прогрес МС-13 (№ 443, за класифікацією НАСА Progress 74 або 74P) — космічний транспортний вантажний корабель (ТГК) серії «Прогрес», який був запущений до МКС 6 грудня 2019 року в 12:34 мск зі стартового комплексу майданчика № 31 космодрому Байконур і успішно виведений на навколоземну орбіту.

## Стиковка з МКС
9 грудня 2019 року о 13:35 мск вантажний корабель «Прогрес МС-13» в штатному режимі пристикувався до стикувального відсіку «Пірс» російського сегменту МКС.

## Вантаж
Корабель доставив на станцію запаси палива і газів загальною масою 700 кг, а також 1 350 кг різного обладнання і вантажів, включаючи ресурсну апаратуру бортових систем управління і життєзабезпечення, прилади для проведення науково-дослідних експериментів, санітарно-гігієнічні матеріали та засоби медичного контролю, 420 літрів води в баках системи «Джерело» і стандартні раціони харчування. Крім того, екіпаж отримає нове полотно бігової доріжки БД-2, призначеної для збереження фізичної форми екіпажу в умовах невагомості.